# Lukáš Dlouhý
Lukáš Dlouhý (Písek, 9 aprile 1983) è un ex tennista ceco.
Ha ottenuto i suoi migliori risultati in doppio, vincendo il Roland Garros e gli US Open nel 2009 insieme a Leander Paes e raggiungendo la posizione numero 5 della classifica mondiale nel giugno dello stesso anno.

## Biografia
Agli Internazionali di Francia 2006 raggiunge il terzo turno nel tabellone del singolare e la fase semifinale del tabellone di doppio, con il connazionale Pavel Vìzner. Nel 2007, raggiungono la finale del Roland Garros, perdendo però contro la coppia composta dal bahamense Mark Knowles e dal canadese Daniel Nestor; sempre nello stesso anno arrivano in finale agli US Open, questa volta sono sconfitti da Simon Aspelin affiancato da Julian Knowle. Nel 2009, Dlouhy partecipa agli Internazionali di Francia con Leander Paes e riesce per la prima volta in carriera a vincere un torneo dello Slam.

## Statistiche

### Doppio

#### Vittorie (10)
| Legenda singolare         |
| Grande Slam (2)           |
| ATP World Tour Finals (0) |
| ATP Masters 1000 (1)      |
| ATP World Tour 500 (0)    |
| ATP World Tour 250 (7)    |

| Numero | Data              | Torneo                           | Superficie  | Compagno        | Avversari in finale                   | Punteggio           |
| 1.     | 20 febbraio 2006  | Brasil Open, Costa do Sauipe     | Terra rossa | Pavel Vízner    | Mariusz Fyrstenberg Marcin Matkowski  | 6-1, 4-6, [10-3]    |
| 2.     | 1º maggio 2006    | Estoril Open, Estoril            | Terra rossa | Pavel Vízner    | Lucas Arnold Ker Leoš Friedl          | 6-3, 6-1            |
| 3.     | 12 febbraio 2007  | Brasil Open, Costa do Sauipe     | Terra rossa | Pavel Vízner    | Albert Montañés Rubén Ramírez Hidalgo | 6-2, 7–6(4)         |
| 4.     | 23 luglio 2007    | Croatia Open Umag, Umago         | Terra rossa | Michal Mertiňák | Jaroslav Levinský David Škoch         | 6-1, 6-1            |
| 5.     | 21 settembre 2008 | Thailand Open, Bangkok           | Cemento     | Leander Paes    | Scott Lipsky David Martin             | 6-4, 7–6(4)         |
| 6.     | 24 maggio 2009    | Open di Francia, Parigi          | Terra rossa | Leander Paes    | Wesley Moodie Dick Norman             | 3-6, 6-3, 6-2       |
| 7.     | 31 agosto 2009    | US Open, New York                | Cemento     | Leander Paes    | Mahesh Bhupathi Mark Knowles          | 3-6, 6-3, 6-2       |
| 8.     | 3 aprile 2010     | Sony Ericsson Open, Miami        | Cemento     | Leander Paes    | Mahesh Bhupathi Maks Mirny            | 6-2, 7-5            |
| 9.     | 9 gennaio 2011    | Brisbane International, Brisbane | Cemento     | Paul Hanley     | Robert Lindstedt Horia Tecău          | 6-4, rit.           |
| 10.    | 15 gennaio 2011   | Medibank International, Sydney   | Cemento     | Paul Hanley     | Bob Bryan Mike Bryan                  | 6(6)–7, 6-3, [10-5] |

#### Finali perse (16)
| Numero | Data              | Torneo                                     | Superficie  | Compagno         | Avversari in finale                     | Punteggio        |
| 1.     | 10 aprile 2006    | Open Comunidad Valenciana, Valencia        | Terra rossa | Pavel Vízner     | David Škoch Tomáš Zíb                   | 4-6, 3-6         |
| 2.     | 26 febbraio 2007  | Abierto Mexicano TELCEL, Acapulco          | Terra rossa | Pavel Vízner     | Potito Starace Martín Vassallo Argüello | 0-6, 2-6         |
| 3.     | 27 agosto 2007    | US Open, New York                          | Cemento     | Pavel Vízner     | Simon Aspelin Julian Knowle             | 5-7, 4-6         |
| 4.     | 28 maggio 2007    | Open di Francia, Parigi                    | Terra rossa | Pavel Vízner     | Mark Knowles Daniel Nestor              | 6-2, 3-6, 4-6    |
| 5.     | 9 giugno 2008     | Halle Open, Halle                          | Erba        | Leander Paes     | Michail Južnyj Miša Zverev              | 6-3, 4-6, [3-10] |
| 6.     | 25 agosto 2008    | US Open, New York                          | Cemento     | Leander Paes     | Bob Bryan Mike Bryan                    | 6-7, 6-7         |
| 7.     | 29 settembre 2008 | AIG Japan Open Tennis Championships, Tokyo | Cemento     | Leander Paes     | Michail Južnyj Miša Zverev              | 3-6, 4-6         |
| 8.     | 15 febbraio 2009  | ABN AMRO Tennis Tournament, Rotterdam      | Cemento     | Leander Paes     | Daniel Nestor Nenad Zimonjić            | 2-6, 5-7         |
| 9.     | 10. gennaio 2010  | Brisbane International, Brisbane           | Cemento     | Leander Paes     | Jérémy Chardy Marc Gicquel              | 3-6, 6(5)–7      |
| 10.    | 27 febbraio 2010  | Dubai Tennis Championships, Dubai          | Cemento     | Leander Paes     | Simon Aspelin Paul Hanley               | 2-6, 3-6         |
| 11.    | 5 giugno 2010     | Open di Francia, Parigi                    | Terra rossa | Leander Paes     | Daniel Nestor Nenad Zimonjić            | 5-7, 2-6         |
| 12.    | 19 giugno 2010    | UNICEF Open, 's-Hertogenbosch              | Erba        | Leander Paes     | Robert Lindstedt Horia Tecău            | 6-1, 5-7, [7-10] |
| 13.    | 25 settembre 2011 | Open de Moselle, Metz                      | Cemento     | Marcelo Melo     | André Sá Jamie Murray                   | 6-4, 7–6(7)      |
| 14.    | 27 aprile 2013    | BRD Năstase Țiriac Trophy, Bucarest        | Terra rossa | Oliver Marach    | Maks Mirny Horia Tecău                  | 4–6, 6–4, [10–6] |
| 15.    | 3 agosto 2013     | Bet-at-home Cup Kitzbühel, Kitzbühel       | Terra rossa | František Čermák | Martin Emmrich Christopher Kas          | 6-4, 6-3         |
| 16.    | 12 aprile 2014    | Grand Prix Hassan II, Casablanca           | Terra rossa | Tomasz Bednarek  | Jean-Julien Rojer Horia Tecău           | 6-2, 6-2         |

## Risultati in progressione

### Singolare
| Torneo            | 2005 | 2006 | 2007 | 2008 | 2009 | 2010 | 2011 | Carriera V-P |
| ----------------- | ---- | ---- | ---- | ---- | ---- | ---- | ---- | ------------ |
| Australian Open   | A    | 1T   | 2T   | 1T   | A    | A    | A    | 1–3          |
| Roland Garros     | 2T   | 3T   | 1T   | A    | A    | A    | A    | 3–3          |
| Wimbledon         | A    | 2T   | 1T   | A    | A    | A    | A    | 1–2          |
| US Open           | A    | 1T   | A    | A    | A    | A    | A    | 0–1          |
| Grand Slam V-P    | 1-1  | 3-4  | 1-3  | 0-1  |      |      |      | 5-9          |
| Ranking fine Anno | 98   | 99   | 155  | 183  | 459  | 675  |      | N-A          |